# Люк Мітчелл
Люк Мітчелл (англ. Luke Mitchell) — австралійський актор і модель. Відомий ролями Вілла у серіалі «H2O: Просто додай води» та Ромео Сміта у телесеріалі «Додому і в дорогу». 2013 року також зіграв роль Джона Янга у серіалі «Люди майбутнього», а 2015 виконав роль Лінкольна Кембела у серіалі «Агенти Щ.И.Т.». 2016 року ввійшов до головного акторського складу 2 сезону телесеріалу «Сліпа зона».

## Біографія
Народився 17 квітня 1985 року в Голд-Кості, Австралія. Має молодшу сестру та трьох братів. Його старший брат працює тенісним тренером, а молодший — Бен — входить до 10 найкращих тенісистів Австралії. Сам актор же до дев'ятнадцятирічного віку теж займався тенісом, маючи за мету стати професіоналом, але покинув це своє заняття, усвідомивши, що він тільки те й робить, що тренується сім днів на тиждень. Навчався у Середній школі Неранг Стейт (Nerang State High School).

## Кар'єра
Пройшов акторський вишкіл у Міжнародній студії кіно і телебачення (Film and Television Studio International). Разом із розважальною компанією «Sudden Impact Entertainment» подорожував усією Австралією та брав участь в театральних постановках.
Будучи у Мелборні, успішно пройшов кастинг та отримав роль Кріса Найта у серіалі «Сусіди». Наступною ж стала роль Вілла у третьму сезоні серіалу «H2O: Просто додай води».
У червні 2009 року переїхав до Сіднея, де почав грати роль Ромео Сміта у серіалі «Додому і в дорогу», за яку 2010 року удостоївся премії «Лоґі».
У лютому 2013 року увійшов до акторського складу серіалу «Люди майбутнього», де виконав роль Джона Янга, а у червні 2014 стало відомо, що актор приєднався до зйомок серіалу «Лише для членів» (пілотна серія; не транслювався), де зіграв роль Джессі.
У лютому 2015 з'явився у серіалі «Агенти Щ.И.Т.», де виконав роль Лінкольна Кембелла, представника нелюдської раси, а 2016 ввійшов до головного акторського складу телесеріалу «Сліпа зона», де зіграв роль Романа, члена терористичної організації «Сендстормм» та брата головної героїні.

## Особисте життя
Почав зустрічатися з Ребеккою Брідс, з якою одружився у січні 2013. У листопаді У 2024 році пара оголосила, що чекає первістка., їхня перша спільна дитина народилась в лютому 2025 року.

## Фільмографія
| Рік       |   | Українська назва       | Оригінальна назва      | Роль              |
| --------- | - | ---------------------- | ---------------------- | ----------------- |
| 2008      | ф | Страх перед невдачею   | Performance Anxiety    | Пітер             |
| 2008      | с | Сусіди                 | Neighbours             | Кріс Кнайт        |
| 2009—2010 | с | H2O: Просто додай води | H2O: Just Add Water    | Вілл Бенджамін    |
| 2009—2013 | с | Додому і в дорогу      | Home and Away          | Ромео Сміт        |
| 2010      | ф | Криптоптікон           | Cryptopticon           | Ю                 |
| 2013—2014 | с | Люди майбутнього       | The Tomorrow People    | Джон Янг          |
| 2015      | ф | 7 хвилин               | 7 Minutes              | Сем               |
| 2015      | с | Тільки для членів      | Members Only           | Джессі            |
| 2015—2016 | с | Агенти Щ.И.Т.          | Agents of S.H.I.E.L.D. | Лінкольн Кемпбелл |
| 2016      | ф | Матері і дочки         | Mothers and Daughters  | Нельсон Квін      |
| 2016—2020 | с | Сліпа зона             | Blindspot              | Роман             |
| 2019      | с | Кодекс                 | The Code               | Джон Абрахам      |
| 2020      | ф | Хижі води: Пастка      | Black Water: Abyss     | Ерік              |
| 2021      | ф | Без каяття             | Without Remorse        | Роуді             |
| 2021      | с | Республіка Сара        | The Republic of Sarah  | Денні Купер       |
| 2022      | с | Спадок                 | Legacies               | Кен               |
| 2022—2023 | с | Безмежне небо          | Big Sky                | Кормак Барнс      |
| 2024—2025 | с | Медики Чикаго          | Chicago Med            | Мітч Ріплі        |
| 2025      | с | Пожежники Чикаго       | Chicago Fire           | Мітч Ріплі        |
| 2025      | с | Поліція Чикаго         | Chicago P.D            | Мітч Ріплі        |